# Sammy Green
Samuel Lee Green (Bradenton, 12 ottobre 1954) è un ex giocatore di football americano statunitense che ha militato nel ruolo di linebacker per cinque anni nella National Football League (NFL). Fu scelto nel corso del secondo giro (29º assoluto) del Draft NFL 1976 dai Seattle Seahawks. Al college ha giocato a football coi Florida Gators con cui fu premiato come All-America.

## Carriera professionistica
I Seattle Seahawks, alla prima stagione nella lega, selezionarono Green nel secondo giro del Draft 1976, dove Sammy rimase per quattro stagioni fino al 1979. Green mise a segno tre intercetti nei suoi anni coi Seahawks, compreso uno ritornato per 95 yard in touchdown nel 1979. Green disputò la sua ultima stagione nella NFL nel 1980 con gli Houston Oilers. Nei suoi cinque anni di carriera disputò un totale di 62 partite, 44 delle quali come titolare.

## Statistiche
| Partite totali             | 62 |
| Partite totali da titolare | 44 |
| Intercetti fatti           | 3  |
| Fumble recuperati          | 2  |